# Ligne de Junglinster à Larochette
La ligne de Junglinster à Larochette, est une ancienne ligne de chemin de fer inachevée à voie métrique de 4,12 km de long, au lieu des 13 km prévus, qui aurait dû relier Junglinster à Larochette.
Exploitée en 1930 par la Société des chemins de fer secondaires luxembourgeois (CSL), elle est exploitée par les Chemins de fer à voie étroite (CVE) à partir de 1934 lors de la fusion des trois compagnies exploitant les lignes à voie étroite. La Deutsche Reichsbahn reprend l'exploitation en 1942, sous l'occupation, puis la Société nationale des chemins de fer luxembourgeois en 1946.
La ligne est officiellement fermée en 1948, en même temps que la ligne de Cruchten à Larochette.

## Histoire
Dans l'optique de desservir les carrières d'Ernzen, qui avaient un besoin urgent de desserte ferroviaire, les Chemins de fer vicinaux étudièrent la création d'une ligne au départ de Junglinster, connectée à la ligne de Luxembourg à Echternach ; l'exploitant aurait été le même pour les deux lignes. Les coûts de construction auraient dû être d'environ 1,3 million de francs luxembourgeois et la ligne aurait été exploitée avec trois locomotives à vapeur, cinq voitures et environ 20 wagons de marchandises.
Le 28 juin 1911, une loi est passée afin d'autoriser la construction de nouvelles lignes et prévoit notamment :
- une « ligne de chemin de fer à petite section d'une longueur de 12,286 mètres environ, partant de la gare de la ligne vicinale Luxembourg-Echternach à Junglinster, passant par ou près de Bourglinster, Altlinster, Weyer, Koedingen, Fischbach, Heffingen, Ernzen et aboutissant à Larochette à la ligne secondaire de Larochette à Cruchten » ;
- une « ligne de chemin de fer à petite section d'une longueur d'environ 1607 mètres, assurant le raccordement des carrières d'Ernzen avec la ligne précédente, à laquelle elle aboutit près de la station de Heffingen ».

Les terrains sont achetés entre 1913 et 1918, la Première Guerre mondiale ayant ralenti le projet, qui est toutefois déclaré d'utilité publique le 18 avril 1916,, puis un troisième arrêté en date du 26 avril 1920 déclare d'utilité publique la toute fin de la ligne, sur la commune de Larochette. Le gros œuvre est achevé en 1930 et la section de 4,12 km entre Larochette et les carrières d'Ernzen est mis en service ; la connexion avec les carrières arrivera trop tard pour rendre la ligne économiquement rentable, elle ne sera jamais achevée.
Dès lors, la ligne inachevée est exploitée comme une section de la ligne de Cruchten à Larochette : La rentabilité de la ligne se dégrade au point que le démantèlement de la ligne est actée dans les années 1930, mais la Seconde Guerre mondiale retarde le projet ; la ligne de Cruchten sera relativement épargnée par la guerre si l'on excepte le pont sur l'Alzette dynamité par la Wehrmacht en août 1944. L'exploitation de la ligne reprend en mai 1945, sauf la section finale jusqu'à la gare de Cruchten qui n'est rouverte qu'en octobre, toujours à cause de ce pont sur l'Alzette, le temps d'achever sa reconstruction.
La ligne est finalement fermée le 2 mai 1948 et est démantelée entre 1949 et 1950.

## La ligne
Longue de 4,12 km, la ligne de Larochette aux carrières d'Ernzen constituait une partie de la ligne jusqu'à Junglinster qui aurait dû mesurer 13 km de long, plus 1,6 km pour la desserte des carrières.
Elle était connectée à la ligne de Cruchten à Larochette, par laquelle arrivait les trains pour les carrières d'Ernzen ; elle sera fermée en même temps.

## Le matériel roulant
Les convois étaient tractés par des locomotives à vapeur.

## Vestiges
La plateforme est encore visible par endroits, tout comme les ponts de la section inachevée et le bâtiment voyageurs de la gare de Larochette existe toujours. Des grandes parties du trajet sont réutilisées pour une piste cyclable (PC 5). Où les ponts manquaient, ils sont construits en bois.